# 1999-es salakmotor-világbajnokság
Az 1999-es salakmotor-világbajnokság a Speedway Grand Prix éra 5., összességében pedig a széria 54. szezonja volt. Az idény május 8-án kezdődött Csehországban a Markéta Stadionban és Dániában végződött a Speedway Centerben szeptember 25-én.
Tony Rickardsson megvédte meg a bajnoki címet, Tomasz Gollobbal és Hans Nielsennel szemben.

## Versenyzők
A szezon során összesen 22 állandó versenyző vett részt a versenyeken. A résztvevők a következőképpen tevődtek össze:
- Az 1998-as szezon első kilenc helyezettje automatikusan helyet kapott a mezőnyben.[4]
- Az idény előtt megrendezett Grand Prix Challenge nyolc leggyorsabb versenyzője, valamint az Intercontinental Final és a Continental Final kettő leggyorsabbja  és a Junior-bajnokság győztese kvalifikálhatott a mezőnybe.[5][6][7]

| #                        | Motorversenyző     | Továbbjutás        | Fordulók           |
| Állandó résztvevők       | Állandó résztvevők | Állandó résztvevők | Állandó résztvevők |
| ------------------------ | ------------------ | ------------------ | ------------------ |
| 1                        | Tony Rickardsson   | automatikus        | összes             |
| 2                        | Jimmy Nilsen       | automatikus        | összes             |
| 3                        | Tomasz Gollob      | automatikus        | összes             |
| 4                        | Hans Nielsen       | automatikus        | összes             |
| 5                        | Chris Louis        | automatikus        | összes             |
| 6                        | Greg Hancock       | automatikus        | összes             |
| 7                        | Ryan Sullivan      | automatikus        | összes             |
| 8                        | Jason Crump        | automatikus        | összes             |
| 9                        | Brian Karger       | kvalifikáció       | összes             |
| 10                       | Peter Karlsson     | kvalifikáció       | összes             |
| 11                       | Antonín Kasper Jr. | kvalifikáció       | összes             |
| 12                       | Marián Jirout      | kvalifikáció       | 1–4, 6             |
| 13                       | Leigh Adams        | kvalifikáció       | összes             |
| 14                       | Brian Andersen     | kvalifikáció       | összes             |
| 15                       | Henrik Gustafsson  | kvalifikáció       | összes             |
| 16                       | Andy Smith         | kvalifikáció       | összes             |
| 17                       | Stefan Dannö       | kvalifikáció       | összes             |
| 18                       | Mikael Karlsson    | kvalifikáció       | összes             |
| 19                       | Joe Screen         | kvalifikáció       | összes             |
| 20                       | John Jørgensen     | kvalifikáció       | összes             |
| 21                       | Robert Dados       | kvalifikáció       | összes             |
| 22                       | Billy Hamill       | automatikus        | összes             |
| Szabadkártyás résztvevők |                    |                    |                    |
| 23                       | Antonín Šváb Jr.   |                    | 1                  |
| 23                       | Mark Loram         |                    | 2–4, 6             |
| 23                       | Jacek Gollob       |                    | 5                  |
| 24                       | Piotr Protasiewicz |                    | 1, 5               |
| 24                       | Sebastian Ułamek   |                    | 2                  |
| 24                       | Rafał Dobrucki     |                    | 3                  |
| 24                       | Scott Nicholls     |                    | 4                  |
| 24                       | Jesper B. Jensen   |                    | 6                  |
| Helyettesítő résztvevők  |                    |                    |                    |
| 25                       | Mark Loram         |                    | 5                  |

Megjegyzések:
- Csak azok a résztvevők szerepelnek a listán, akik legalább egy versenyen részt vettek a szezon során.

## Versenynaptár és eredmények
| Forduló | Dátum          | Helyszín           | Győztes          | Második          | Harmadik         | Negyedik         | Listavezető      | Előny |
| ------- | -------------- | ------------------ | ---------------- | ---------------- | ---------------- | ---------------- | ---------------- | ----- |
| 1       | május 8.       | Markéta Stadium    | Tomasz Gollob    | Greg Hancock     | Jason Crump      | Jimmy Nilsen     | Tomasz Gollob    | 5     |
| 2       | június 4.      | Motorstadium       | Mark Loram       | Jimmy Nilsen     | Tony Rickardsson | Leigh Adams      | Tomasz Gollob    | 4     |
| 3       | július 3.      | Stadion Olimpijski | Tomasz Gollob    | Jimmy Nilsen     | Stefan Dannö     | Tony Rickardsson | Tomasz Gollob    | 9     |
| 4       | július 31.     | Brandon Stadium    | Tony Rickardsson | Chris Louis      | Greg Hancock     | Hans Nielsen     | Tomasz Gollob    | 9     |
| 5       | augusztus 28.  | Polonia Stadium    | Hans Nielsen     | Tony Rickardsson | Ryan Sullivan    | Mark Loram       | Tomasz Gollob    | 4     |
| 6       | szeptember 25. | Speedway Center    | Tony Rickardsson | Mark Loram       | Hans Nielsen     | Joe Screen       | Tony Rickardsson | 13    |

## Végeredmény
Pontrendszer
| Helyezés | 1. | 2. | 3. | 4. | 5. | 6. | 7. | 8. | 9. | 10. | 11. | 12. | 13. | 14. | 15. | 16. | 17. | 18. | 19. | 20. | 21. | 22. | 23. | 24. |
| -------- | -- | -- | -- | -- | -- | -- | -- | -- | -- | --- | --- | --- | --- | --- | --- | --- | --- | --- | --- | --- | --- | --- | --- | --- |
| Pont     | 25 | 20 | 18 | 16 | 15 | 14 | 12 | 10 | 8  | 8   | 7   | 7   | 6   | 6   | 5   | 5   | 4   | 4   | 3   | 3   | 2   | 2   | 1   | 1   |

| Pozíció | Versenyző          | CZE | SWE | POL | GBR | PL2 | DEN | Pont |
| ------- | ------------------ | --- | --- | --- | --- | --- | --- | ---- |
|         | Tony Rickardsson   | 7   | 18  | 16  | 25  | 20  | 25  | 111  |
|         | Tomasz Gollob      | 25  | 15  | 25  | 10  | 15  | 8   | 98   |
|         | Hans Nielsen       | 6   | 1   | 10  | 16  | 25  | 18  | 76   |
| 4.      | Jimmy Nilsen       | 16  | 20  | 20  | 8   | 4   | 5   | 73   |
| 5.      | Mark Loram         | –   | 25  | 2   | 8   | 16  | 20  | 71   |
| 6.      | Joe Screen         | 12  | 5   | 15  | 12  | 8   | 16  | 68   |
| 7.      | Leigh Adams        | 4   | 16  | 5   | 14  | 14  | 14  | 67   |
| 8.      | Jason Crump        | 18  | 7   | 12  | 15  | 8   | 6   | 66   |
| 9.      | Greg Hancock       | 20  | 7   | 4   | 18  | 7   | 6   | 62   |
| 10.     | Ryan Sullivan      | 6   | 3   | 14  | 7   | 18  | 7   | 55   |
| 11.     | Stefan Dannö       | 10  | 12  | 18  | 5   | 5   | 2   | 52   |
| 12.     | Chris Louis        | 8   | 6   | 5   | 20  | 7   | 4   | 50   |
| 13.     | Peter Karlsson     | 8   | 14  | 6   | 4   | 5   | 8   | 45   |
| 14.     | Mikael Karlsson    | 7   | 5   | 8   | 7   | 6   | 12  | 45   |
| 15.     | Antonín Kasper Jr. | 15  | 10  | 7   | 3   | 2   | 2   | 39   |
| 16.     | Brian Karger       | 3   | 8   | 6   | 6   | 3   | 10  | 36   |
| 17.     | Henrik Gustafsson  | 5   | 2   | 7   | 4   | 10  | 7   | 35   |
| 18.     | Billy Hamill       | 2   | 3   | 3   | 6   | 6   | 15  | 35   |
| 19.     | John Jørgensen     | 14  | 8   | 3   | 2   | 1   | 4   | 32   |
| 20.     | Andy Smith         | 5   | 6   | 1   | 5   | 4   | 1   | 22   |
| 21.     | Robert Dados       | 4   | 4   | 4   | 1   | 2   | 5   | 20   |
| 22.     | Brian Andersen     | 3   | 1   | 2   | 2   | 3   | 1   | 12   |
| 23.     | Jacek Gollob       | –   | –   | –   | –   | 12  | –   | 12   |
| 24.     | Marian Jirout      | 1   | 2   | 1   | 1   | –   | 3   | 8    |
| 25.     | Rafał Dobrucki     | –   | –   | 8   | –   | –   | –   | 8    |
| 26.     | Sebastian Ułamek   | –   | 4   | –   | –   | –   | –   | 4    |
| 27.     | Scott Nicholls     | –   | –   | –   | 3   | –   | –   | 3    |
| 28.     | Jesper B. Jensen   | –   | –   | –   | –   | –   | 3   | 3    |
| 29.     | Antonín Šváb Jr.   | 2   | –   | –   | –   | –   | –   | 2    |
| 30.     | Piotr Protasiewicz | 1   | –   | –   | –   | 1   | –   | 2    |
| Pozíció | Versenyző          | CZE | SWE | POL | GBR | PL2 | DEN | Pont |

| Szín      | Eredmény                 |
| --------- | ------------------------ |
| Arany     | Győztes                  |
| Ezüst     | 2. helyezett             |
| Bronz     | 3. helyezett             |
| Sötétzöld | 4. helyezett             |
| Zöld      | A középdöntőben kiesett  |
| Fehér     | A selejtezőben kiesett   |
| Piros     | Nem vett részt a futamon |